# 翁山英故居
翁山英故居，又稱為九份茶坊，是位於台灣新北市瑞芳區九份的一棟建築，現為新北市歷史建築。

## 歷史
該建築最初於日治大正初年所建，曾作為台陽礦業事務所瑞芳礦業事務所所長翁山英之故居使用，與九份礦山發展史具有直接的關聯性，後該棟建築物曾在戰後時期先後作為九份坑長統籌中心及水池仙診所等用處，後在1990年代初期，由洪志勝接手由從保存的角度重新整建，並在1991年12月改建為藝文茶樓之空間，隨著基山街及九份老街地區的商業活動開始逐漸轉向為觀光客服務的消費型態，現在九份茶坊則為九份在地知名的觀光景點。
2004年8月31日，因翁山英故居建築物具有人文歷史意義等價值，被台北縣政府文化局登錄為歷史建築。

## 建築設計
翁山英故居為石造及木構造混合建築，前棟為一樓，後設有二樓，兩者結構之間設有天井，目前該建築仍維持原有的空間佈局。

## 另見
- 臺陽礦業國英坑
- 招魂碑

## 外部連結
- 背景故事 - 九份茶坊 （页面存档备份，存于）
- 人物傳記- 翁山英 （页面存档备份，存于）